# Matej Bunderla
Matej Bunderla, slovenski saksofonist, * 5. marec 1985, Maribor.

## Življenje
Matej Bunderla je odraščal v Kuzmi na Goričkem. Z glasbo se ukvarja že od svojega sedmega leta, pri enajstih pa se je prvič spoznal s saksofonom. Po končani gimnaziji leta 2004 je na univerzi v Gradcu študiral klasični saksofon pri profesorju Petru Straubu. Na graški univerzi je z odliko zaključil prvo in drugo stopnjo študija klasičnega saksofona, končal pa je tudi študij inštrumentalne pedagogike in sodobne klasične glasbe pri slovitem Klangforum Wien

## Ustvarjanje
Bunderla se je uril pri številnih znanih profesorjev, med njimi so Claude Delangle, Marcus Weiss, Arno Bornkamp, Matjaž Drevenšek, Lars Mlekusch, Miha Rogina. Igral je v številnih komornih zasedbah (Los Capo Altros, Sinfonietta Graz, Eichamt Orchester) in orkestrih (Oper Graz, KUG, Toti Big Band Maribor, European Master Orchestra, Naš Big Band, Ensemble für neue Musik).
Trenutno deluje v Ensembele Schallfeld, kjer ustvarjajo in poustvarjajo sodobno glasbo 20. in 21. stoletja. Od januarja 2020 je zaposlen v policijskem orkestru zvezne dežele Mecklenburg - Predpomorjanska v Nemčiji.